# Siro Medici
Siro Medici (Santa Fiora, 12 aprile 1883 – Fronte italiano, 22 ottobre 1917) è stato un matematico italiano.

## Biografia
Nel 1903 si è laureato in matematica alla Scuola Normale Superiore di Pisa, dove ha incominciato a svolgere attività di ricerca come assistente di Eugenio Bertini. Dal 1908 si rivolse all'insegnamento presso scuole medie ed istituti tecnici, fra cui il "Galileo Galilei" di Firenze.
Si è messo in luce, in particolare, per alcuni studi sulla geometria differenziale e proiettiva, materia all'epoca ancora agli esordi.
Ha pubblicato, insieme a Nicola Amici, un fortunato manuale in tre volumi, ad uso di istituti tecnici e ginnasiali, che ebbe cinque edizioni dal 1914 al 1929.
Durante la prima guerra mondiale, nonostante fosse stato riformato alla leva, partì lo stesso come volontario: sottotenente nel 3° "Genio telegrafisti", venne ucciso da una scheggia di granata lungo l'Isonzo. È stato sepolto nel cimitero annesso alla Chiesa di San Valentino del comune di Staranzano.

## Scritti principali
- Sui gruppi di rotazioni, Nistri, Pisa 1907, poi in «Annali della R. Scuola Normale Superiore di Pisa», 1908, vol. X (online)
- Sui gruppi di conformi. Nota, in «Rendiconti del Circolo matematico di Palermo», t. XXVI, 1908, nº 1, pp. 128–144 (online[collegamento interrotto]).
- Sulle omografie e correlazioni non singolari in uno spazio ad un numero qualunque di dimensioni, in «Giornale di matematiche di Battaglini», vol. XLIV, 1912, pp. 189–239.
- Lezioni di aritmetica ed algebra, (con Nicola Amici), Licinio Cappelli, Rocca S. Casciano 1914-1929.